# I. e. 29. század
| Évezredek i.e. | 10. | 9. | 8. | 7. | 6. | 5. | 4. | 3. | 2. | 1. | Időszámítás kezdete | 1. | 2. | 3. | 4. | 5. | 6. | 7. | 8. | 9. | 10. | Évezredek i.sz. |

## Események
- 2900 k. Ménész egyesíti Alsó- és Felső-Egyiptomot, az egyiptomi írás kialakulása.
- Első indiai városok kialakulása.
- A dél-mezopotámiai városokat fallal veszik körbe.

## Találmányok, felfedezések
- A 365 napos év ismerete (Egyiptom).